# Associazione Sportiva L'Aquila 1961-1962
Questa pagina raccoglie le informazioni riguardanti l'Associazione Sportiva L'Aquila nelle competizioni ufficiali della stagione 1961-1962.

## Rosa
| N. |                   | Ruolo | Calciatore         |
| -- | ----------------- | ----- | ------------------ |
|    | Italia (bandiera) | C     | Guido Attardi      |
|    | Italia (bandiera) | C     | Piero Comisso      |
|    | Italia (bandiera) |       | Dini               |
|    | Italia (bandiera) | C     | Armando Equizi     |
|    | Italia (bandiera) |       | Fiandri            |
|    | Italia (bandiera) | D     | Miro Foglia        |
|    | Italia (bandiera) | C     | Luigi Francucci    |
|    | Italia (bandiera) | D     | Adriano Grigoletti |
|    | Italia (bandiera) | A     | Francesco Ianni    |

| N. |                   | Ruolo | Calciatore        |
| -- | ----------------- | ----- | ----------------- |
|    | Italia (bandiera) | C     | Claudio Nassi     |
|    | Italia (bandiera) | A     | Livio Noè         |
|    | Italia (bandiera) | A     | Pietrangelo Ore   |
|    | Italia (bandiera) |       | Pin               |
|    | Italia (bandiera) | A     | Walter Pizzi      |
|    | Italia (bandiera) | A     | Emilio Scarlattei |
|    | Italia (bandiera) | P     | Raffaele Suman    |
|    | Italia (bandiera) | D     | Furio Vemati      |